# آلن کلی سینیور
آلن کلی سینیور (انگلیسی: Alan Kelly Sr.; ۵ ژوئیهٔ ۱۹۳۶ – ۲۰ مهٔ ۲۰۰۹) بازیکن و مربی سابق اهل ایرلند بود.
از باشگاه‌هایی که در آن بازی کرده‌است می‌توان به باشگاه فوتبال پرستون نورث اند اشاره کرد، وی همچنین سابقه ۴۷ بازی برای تیم ملی فوتبال جمهوری ایرلند را در کارنامه دارد.